# Droga krajowa B470 (Niemcy)
Droga krajowa 470 (niem. Bundesstraße 470) – niemiecka droga krajowa przebiegająca na osi wschód - zachód i jest połączeniem autostrady A7 na węźle Bad Windsheim przez A3, A73, A9 z autostradą A93 na węźle Weiden-West w północnej Bawarii.

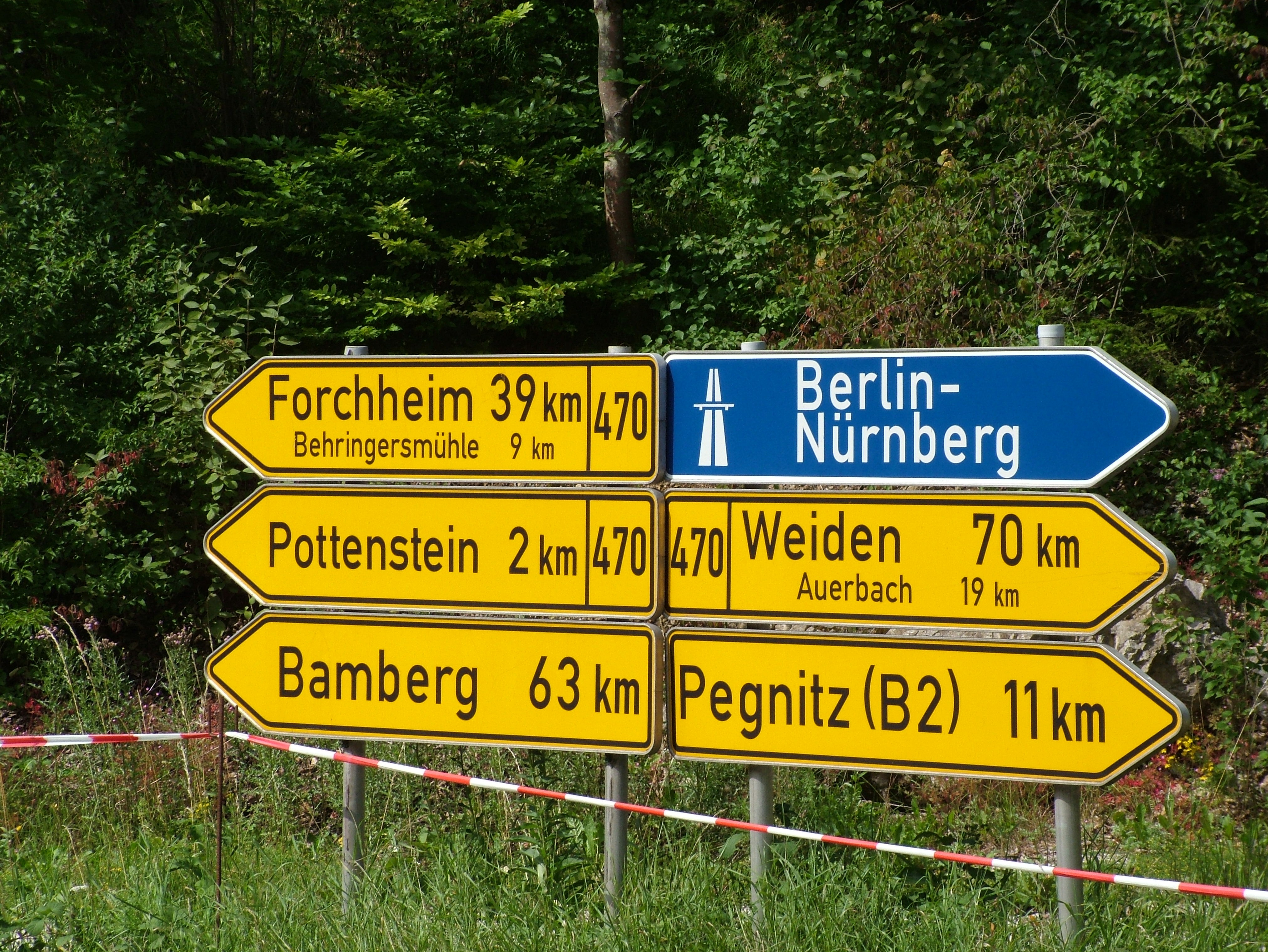
Skrzyżowanie na B470 w okolicach Pottensteinu

Corocznie po B470 pomiędzy Forchheimem i Sachsenmühle przebiega trasa Maratonu Szwajcarii Frankońskiej.